# Brajčinska Reka
Brajčinska Reka (makedonska: Брајчинска Река) är ett vattendrag i Nordmakedonien.   Det rinner genom kommunen Resen, i den sydvästra delen av landet, 130 kilometer söder om huvudstaden Skopje.